# ウェンデル・ピアース
ウェンデル・ピアース（Wendell Pierce, 1963年12月8日 - ）は、アメリカ合衆国の俳優。

## 来歴
1963年、ルイジアナ州ニューオーリンズに生まれる。母親は教師で、父親はアメリカ軍に所属するメンテナンス・エンジニアだった。同州の高校を卒業後は、ニューオーリンズを拠点とする芸術学校へ進学。後にジュリアード音楽院へ進学して学士を取得した。
1986年にトム・ハンクスとシェリー・ロングが主演のコメディ映画『マネー・ピット』で映画デビュー。1989年には戦争映画『カジュアリティーズ』へも出演し、1992年にはスパイク・リー監督の『マルコムX』へ出演するなど、役者として順調なキャリアを重ねていく。近年でもテレビドラマや映画など様々な作品にクレジットされている。

### 舞台
ピアースは数多くの舞台に出演している。ジョン・F・ケネディ・センターでの『Queenie』のホルト・フェイ役で称賛された。ブロードウェイにおいて『ピアノ・レッスン (戯曲)』、『シリアス・マネー』、『ボーイズ・オブ・ウィンター』に出演した。またオフ・ブロードウェイにおいて『桜の園』に出演してVIVアワードで主演男優賞にノミネートされた他、ハリケーン・カトリーナの後のニューオリンズの屋上を舞台にした『ゴドーを待ちながら』、リンカーン・センターで上演された『ブロークオロジー』に出演した。他に『シンベリン』(パブリック・シアター)、『The Good Times Are Killing Me』、『ヴェローナの二紳士』、『あわれ彼女は娼婦』、『Ms. Ever's Boys』(ACTシアター)などに出演した。
ピアースは舞台プロデューサーでもあり、ブロードウェイ『Clybourne Park』をプロデュースした。2012年、本作はトニー賞において4部門にノミネートされ、演劇作品賞を受賞した。2015年、ニューヨークにてビリー・ホリデー・シアターによる『Brothers from the Bottom』の主演で舞台に復帰した。
2019年、ロンドンのヤング・ヴィクにてアーサー・ミラーの傑作戯曲『セールスマンの死』に主演し、ウェスト・エンドに進出した。これによりローレンス・オリヴィエ賞主演男優賞にノミネートされた。2022年、本作はピアース、シャロン・D・クラーク、アンドレ・デ・シールズと共にブロードウェイに移行した。2022年12月、ある夜の公演において、第2幕冒頭より1人の女性観客が舞台に叫び声を上げて邪魔をした。報じられたところによると、ピアースは舞台上から女性に向けて辛抱強く落ち着かせようとした。最終的に女性は警察に連行された。本作のプロデューサーらは「問題解決に尽力し、可能な限り即刻上演を再開させてくれたハドソン・シアターの全スタッフに感謝する」と声明を出した。ピアースが女性観客に説得を試みる動画がネット上で拡散された。

## 出演作品

### 映画
- マネー・ピット The Money Pit  (1986)
- カジュアリティーズ Casualties of War (1989)
- ファミリービジネス Family Business (1989)
- A Matter of Degrees (1990)
- 地獄のゲッタウェイ/1000万ドル強奪作戦 The 10 Million Dollar Getaway (1991) ※テレビ映画
- レイジ・イン・ハーレム A Rage in Harlem (1991)
- マルコムX Malcolm X (1992)
- マンハッタン殺人ミステリー Manhattan Murder Mystery (1993)
- あなたに降る夢 It Could Happen to You (1994)
- バイバイ・ラブ Bye Bye Love (1995)
- サイバーネット Hackers (1995)
- ため息つかせて Waiting to Exhale (1995)
- Never Give Up: The Jimmy V Story (1996)
- ゲット・オン・ザ・バス Get on the Bus (1996)
- スリーパーズ Sleepers (1996)
- 悪魔の依頼人 The Advocate's Devil (1997) ※テレビ映画
- ブルワース Bulworth (1998)
- The 24 Hour Woman (1999)
- アビリーン Abilene (1999)
- ブラウン・シュガー Brown Sugar (2002)
- ファイティング・テンプテーションズ The Fighting Temptations (2003)
- A Hole in One (2004)
- ランド・オブ・プレンティ Land of Plenty (2004)
- Ray/レイ Ray (2004)
- DEATH GAME デス・ゲーム Stay Alive (2006)
- Life Support (2007) ※テレビ映画
- セックス・アンド・ザ・バディ I Think I Love My Wife (2007)
- Night Catches Us (2010)
- ラブ・ランチ 欲望のナイトクラブ Love Ranch (2010)
- The Mortician (2011)
- モンスター上司 Horrible Bosses (2011)
- 噂のギャンブラー Lay the Favorite (2012)
- Four (2012)
- トワイライト・サーガ/ブレイキング・ドーン Part2 The Twilight Saga: Breaking Dawn - Part 2 (2012)
- PARKER/パーカー Parker (2013)
- メビウス Möbius (2013)
- Foreclosure (2014)
- トレヴィの泉で二度目の恋を Elsa & Fred (2014)
- グローリー/明日への行進 Selma (2014)
- コンテンダー The Runner (2015)
- バッド・ママ Bad Moms (2016)
- ピアッシング Piercing (2018)
- クレメンシー Clemency (2019)
- サンダーボルツ* Thunderbolts* (2025)
- スーパーマン Superman (2025)

### テレビドラマ
- 実録ベトナム残酷物語/泥まみれの戦場 Vietnam War Story (1987)
- ホークと呼ばれた男 A Man Called Hawk (1989)
- ザ・シークレット・ハンター The Equalizer (1988, 1989)
- Capital News (1990)
- The General Motors Playwrights Theater (1991)
- Unnatural Pursuits (1992)
- ロー&オーダー Law & Order (1992, 1995, 1999, 2004)
- New York Undercover (1996)
- Moloney (1996, 1997)
- 413 Hope St. (1997)
- サード・ウォッチ Third Watch (2000)
- シティ・オブ・エンジェルズ City of Angels (2000)
- Cursed (2000-2001)
- My Wife and Kids (2001)
- THE WIRE/ザ・ワイヤー The Wire: The Chronicles (2002-2008)
- Judging Amy (2004)
- LAW & ORDER:Trial by Jury Law & Order: Trial by Jury (2005, 2006)
- 女検察官アナベス・チェイス Close to Home (2006)
- NUMBERS 天才数学者の事件ファイル Numb3rs (2007, 2008)
- ザ・プロテクター/狙われる証人たち In Plain Sight (2008)
- House of Payne (2008)
- フィアー・イットセルフ FEAR ITSELF Fear Itself (2009)
- 私はラブ・リーガル Drop Dead Diva (2009)
- Tim and Eric Awesome Show, Great Job! (2010)
- トレメ/ニューオーリンズのキセキ (2010-2013)
- マイケル・J・フォックス・ショウ The Michael J. Fox Show (2013-2014)
- SUITS/スーツ Suits (2013-2017)
- レイ・ドノヴァン ザ・フィクサー Ray Donovan (2014)
- The Odd Couple (2015)
- シカゴ P.D. Chicago P.D. (2019)
- ジャック・ライアン Tom Clancy's Jack Ryan (2018-2023)
- ザ・ウォッチ The Watch (2021)
- エルズベス Elsbeth (2024-)

### テレビアニメ
- God, the Devil and Bob (2000)